# Juan Alejandro Osorio Cifuentes
Juan Alejandro Osorio Cifuentes (Valle del Cauca, Cali; de 2001) es un futbolista profesional colombiano que juega en la posición de Centrocampista en el Deportivo Mictlan de la Liga Nacional de Guatemala.

## Trayectoria

### Divisiones Menores de América de cali
Formado en las divisiones menores del América de Cali, Originalmente desplazado como un centrocampista defensivo frente a una línea de cuatro, Osorio es también capaz de jugar en posiciones más avanzadas como el de un mediocentro o un box-to-box. También sería ubicado fuera de su posición habitual en su etapa en España, primero a la derecha del mediocampo en una formación 4-4-2 y después como un delantero de apoyo en el mismo sistema.

### Atlético Levante Unión Deportiva
El 10 de julio de 2019, Osorio fichó por el Atlético Levante Unión Deportiva de la Segunda División B de España.

### Patacona C. F.
El 10 de agosto de 2020 fue presentado como nuevo jugador del Patacona C. F. en estado de préstamo.

### CDFB L'Eliana
El 10 de enero de 2021 Osorio es cedido por el Atlético Levante Unión Deportiva y llega a CDFB L'Eliana, equipo en el cual destaca y tiene muy buenas actuaciones.

### Ribarroja Club de Fútbol
El 18 de julio de 2021, Osorio es confirmado como refuerzo del Ribarroja Club de Fútbol después de su destacada temporada en CDFB L'Eliana.

### América de Cali
El 10 de enero de 2022 se confirmó su regreso a Sudamérica para defender la camiseta del América de Cali, el futbolista no forma parte de la plantilla debido a que no se llegó a ningún acuerdo entre el cuadro escarlata y el futbolista.

## Clubes
| Club                                  | País      | Año         | Partidos | Goles |
| ------------------------------------- | --------- | ----------- | -------- | ----- |
| Divisiones menores de América de Cali | Colombia  | 2013 - 2017 | -        | -     |
| Atlético Levante                      | España    | 2019 - 2021 | -        | -     |
| Patacona C. F.                        | España    | 2020        | 10       | -     |
| CDFB L'Eliana                         | España    | 2021        | 18       | -     |
| Ribarroja Club de Fútbol              | España    | 2021        | -        | -     |
| Coban Imperial                        | Guatemala | 2024        | -        | -     |
| Cracks CF                             | España    | 2025        | -        | -     |
| Deportivo Mictlan                     | Guatemala | 2025        | -        | -     |